# Садовий (Тимірязевське сільське поселення)
Садовий (рос. Садовый; адиг. Чъыгхат) — селище Майкопського району Адигеї Росії. Входить до складу Тимірязевського сільського поселення.
Населення — 166 осіб (2015 рік).